# Boophis idae
Espèce
Synonymes
- Hyperolius idae Steindachner, 1867
- Rhacophorus femoralis Boulenger, 1882
- Rhacophorus boulengeri Peracca, 1892
- Rhacophorus albiventer Ahl, 1929 "1928"
- Rhacophorus catalai Angel, 1934
- Boophis hillenii Blommers-Schlösser, 1979

Statut de conservation UICN

 LC  : Préoccupation mineure
Boophis idae est une espèce d'amphibiens de la famille des Mantellidae.

## Répartition
Cette espèce est endémique de Madagascar. Elle se rencontre entre 900 et 1 100 m d'altitude dans le centre-Est de l'île,. 

## Description
Boophis idae mesure de 29 à 36 mm pour les mâles, la taille des femelles n'est pas connue. Son dos est brun jaune avec de petites taches vertes cerclées de brun sombre. Les flancs et l'avant des cuisses sont turquoise avec de larges taches brunes. L'arrière des cuisses est brun. Les membres présentent des barres irrégulières brunes. Les disques des doigts et des orteils sont orange. Le ventre est blanc et la gorge est jaune. La peau du dos est finement granitée. Les mâles ont un seul sac vocal.

## Étymologie
Cette espèce est nommée en l'honneur d'Ida Pfeiffer.

## Publication originale
- Steindachner, 1867 : Reise der österreichischen Fregatte Novara um die Erde in den Jahren 1857, 1858, 1859 unter den Befehlen des Commodore B. von Wüllerstorf-Urbair (1861) - Zoologischer Theil - Erste Band - Amphibien p. 1-70 (texte intégral).